# Leranotz
Leranotz en basque (Leránoz en espagnol) est un village situé dans la commune d'Esteribar dans la Communauté forale de Navarre, en Espagne. Il n'est plus doté du statut de concejo depuis le 20 décembre 2010.
Leranotz est situé dans la zone linguistique bascophone de Navarre.